# Золотое (Саратовская область)
Золотое — село в Красноармейском районе Саратовской области, административный центр Золотовского муниципального образования. Основано беглыми крестьянами в 1563 году. Население — 2189 (2010) человек.

## География
Золотое располагается на правом берегу Волги в 68 километрах к югу от Саратова и 26 километрах к юго-востоку от Красноармейска. Ближайшие железнодорожные станции Приволжской железной дороги — Россоша и Карамыш, 30 километров. С областным и районным центрами село связано рейсовыми автобусами. Трасса федерального значения Р228 проходит в 23 километрах западнее Золотого. Выше села расположено устье реки Золотуха.
Пристань в Золотом на протяжении веков играет важную роль в волжском паро- и теплоходстве. Разведаны и используются месторождения газа и нефти, строительного камня, глины.

## История

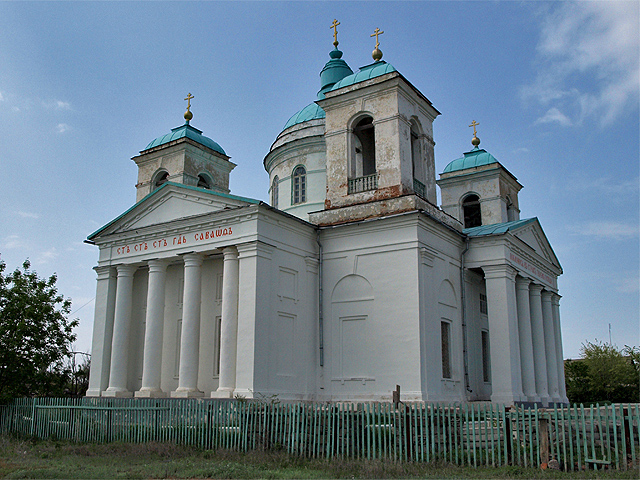
Свято-Троицкий Собор

Основанное беглыми крепостными крестьянами в 1563 году, Золотое является одним из старейших поселений на территории Саратовской области. Своё название село получило от одноимённой горы, на восточном склоне которой обосновались его первые жители. Возле села у берега Волги также находился «Золотой» остров (затоплен Волгоградским водохранилищем в середине XX века). В 1636 году голландский путешественник Адам Олеарий описал Золотое как одно из крупнейших поселений на Волге. Известны случаи народных восстаний в Золотом, которое также являлось одним из центров разбойничества в регионе. В годы Пугачёвской вольницы бунт был активно поддержан жителями Золотого. Село, несмотря на свою историю и происхождение, в 1740-х годах после смягчения позиции правительства по отношению к самовольным сходцам и их поселениям стало владельческим, образовалась Золотовская волость, вошедшая в состав сначала Саратовского уезда Астраханской губернии, а затем Камышинского уезда Саратовской губернии. Примерно в это же время в Золотом была построена первая деревянная православная церковь. В последнюю четверть XVIII века в лесах и оврагах, окружавших село, образовались три старообрядческих скита — мужской Морозовский и женские Пряхинский и Миловский. Последний был самым крупным и насчитывал 40—50 обитательниц. К концу XIX века в селе проживало 5183 человека, функционировали пристань, две церковно-приходские и земские школы, училище, библиотека, больница, ветеринарный пункт, почтовое отделение, ярмарка, две часовни и два православных храма — Свято-Троицкий и Покровский, построенный в 1899 году. Жители занимались хлебопашеством, рыбной ловлей, далеко за своими пределами село славилось производством гончарных изделий из добываемой в местных месторождениях глины.
После революции село стало административным центром Золотовского кантона АССР немцев Поволжья. Начали работу рыбный колхоз имени М. И. Калинина, машинно-тракторная станция и типография, печатавшая на немецком и русском языках районные газеты «Ленинский путь» и «Заря коммунизма». Покровская церковь была закрыта и разрушена.
После ликвидации АССР немцев Поволжья в 1941—1960 годах село являлось центром Золотовского района.
В годы Великой Отечественной войны в районе Золотого были размещены два военных госпиталя.
В настоящее время Золотое является крупнейшим селом Красноармейского района, вместе с селом Дубовка образует Золотовское сельское поселение. Имеются больница, отделение связи, две библиотеки, открытая в 1974 году общеобразовательная школа, краеведческий музей и политехнический комплекс, на базе которого проводится обучение по специальности «Тракторист-машинист сельскохозяйственных машин». Традиции золотовских гончаров продолжают мастера художественного предприятия «Керамика-Золотое».

## Население
| 1860 | 1886 | 1891 | 1897 | 1911 | 1987  | 2002 |
| ---- | ---- | ---- | ---- | ---- | ----- | ---- |
| 3389 | 4442 | 5183 | 5123 | 5187 | ≈2600 | 1970 |

| 1926 | 1939  | 1959  | 2002  | 2010  |
| ---- | ----- | ----- | ----- | ----- |
| 5583 | ↘4352 | ↘3463 | ↘1965 | ↗2189 |

## Достопримечательности
В 1834 году в Золотом тщаниями прихожан и саратовского губернатора А. Д. Панчулидзева был построен собор в честь победы России в Отечественной войне 1812 года. Приделы в трёхпрестольном каменном Троицком храме были освящены во имя святителя Николая Чудотворца и в честь Успения Пресвятой Богородицы. Спроектированное в стиле классицизма архитектором В. П. Стасовым здание по своей красоте, росписи и утвари превосходило многие соборы губернских городов. В 1934 году храм был закрыт и отдан под зерносклад. В 1989 году был вновь открыт и передан верующим для восстановления.
В селе имеются мемориальный комплекс, посвященный павшим в годы Великой Отечественной войны жителям села Золотое, памятники в парке, на территории больницы, на братской могиле на кладбище, созданные в 1970-х годах скульптором И. П. Трифоновым.

Золотое, виды с Волги
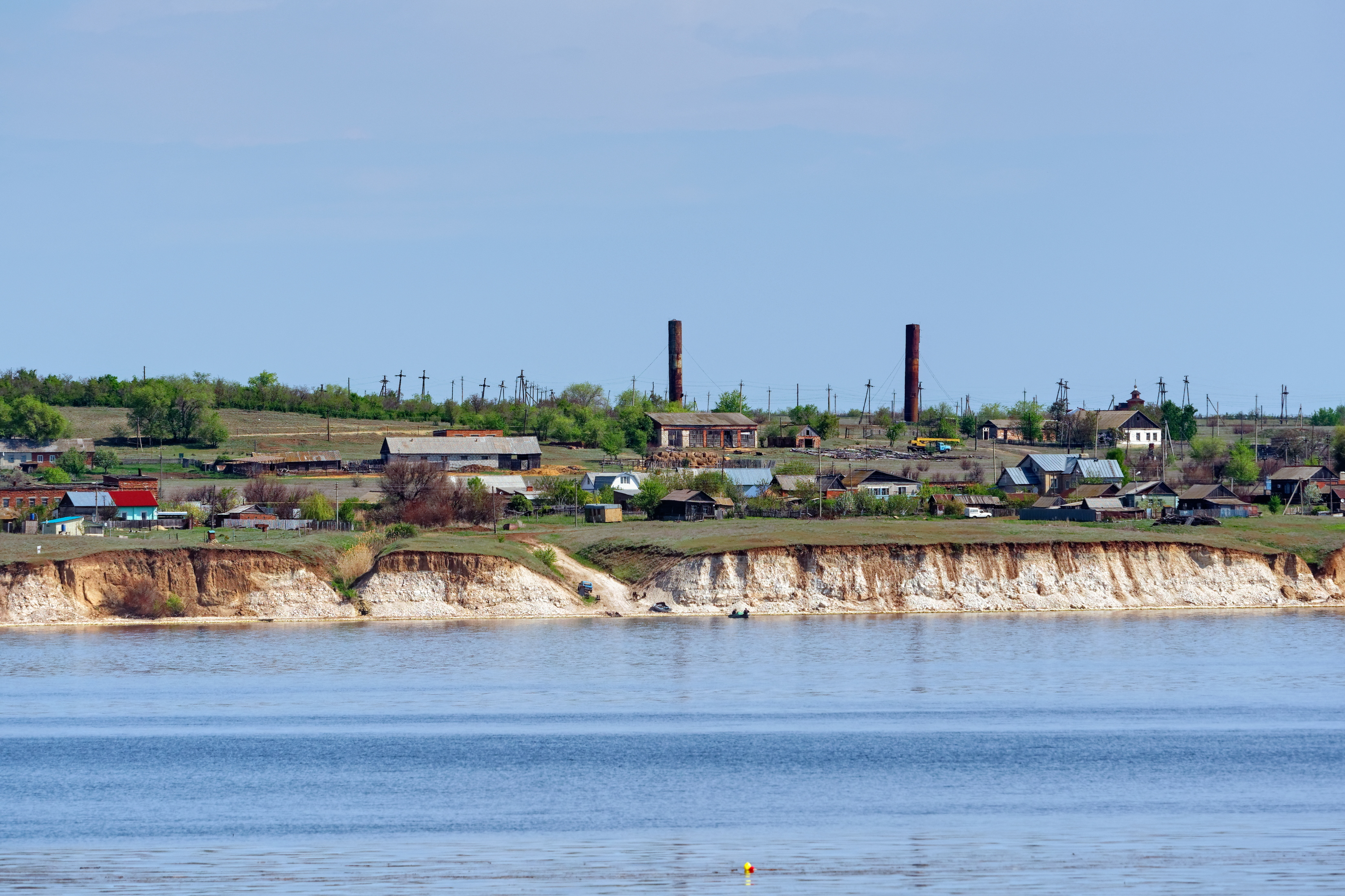
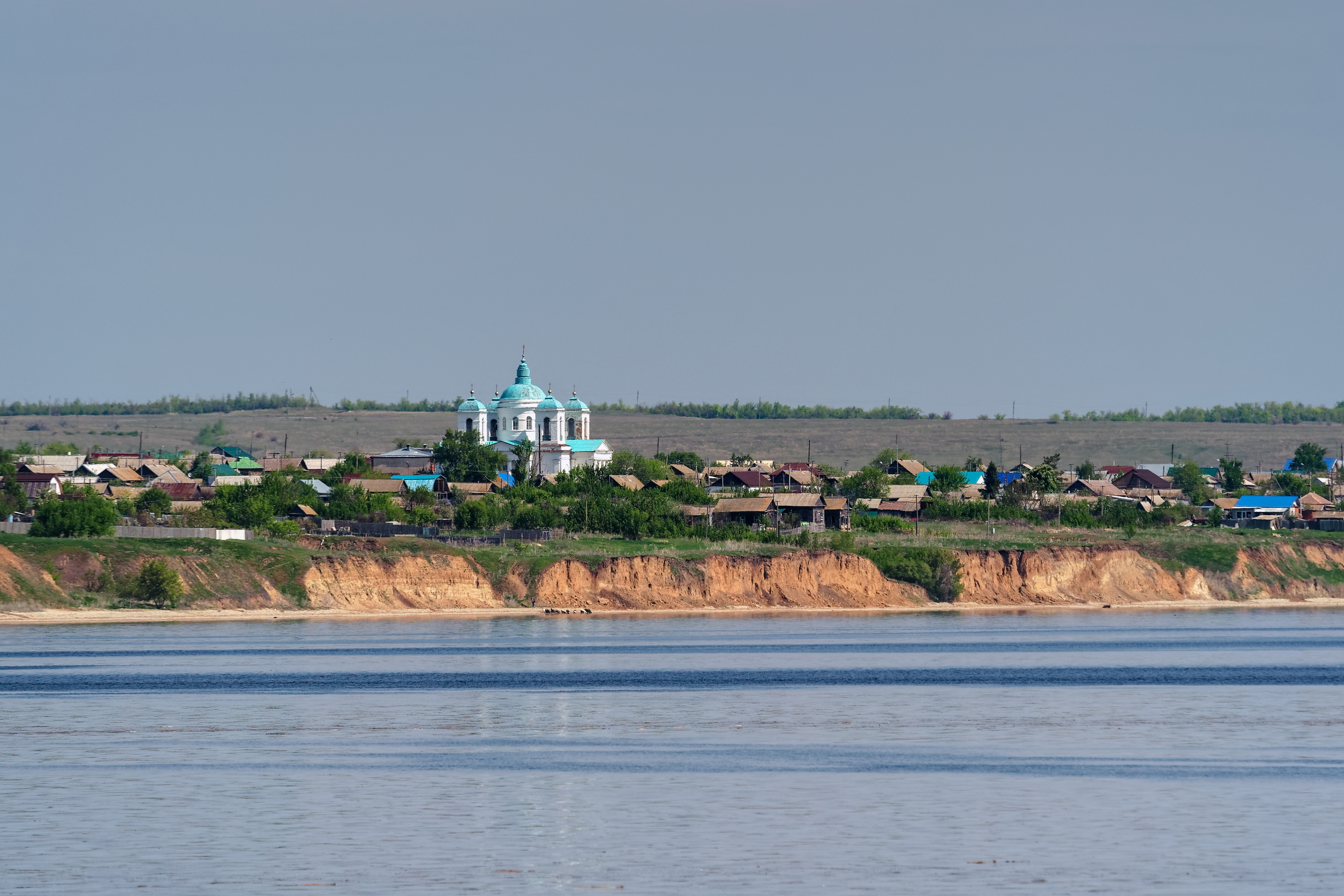
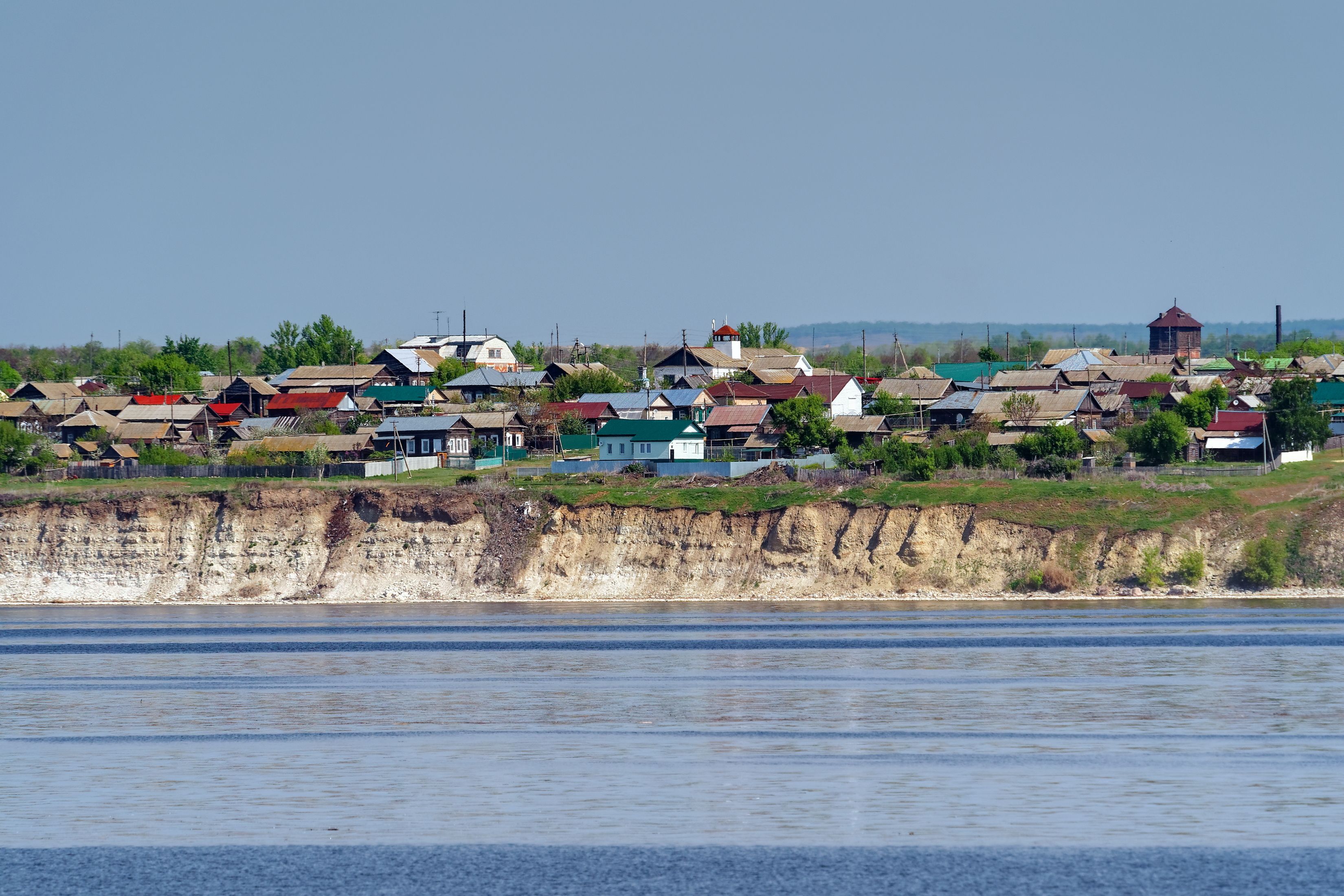

## Люди, связанные с селом
- А. Н. Заулошнов — революционер, участник восстания матросов 1905 года на броненосце «Князь Потёмкин-Таврический».
- Г. В. Танцоров — Герой Советского Союза, командир батареи самоходных артиллерийских установок.
- Г. С. Крутой — исследователь Арктики, инженер-гидрограф.
- И. П. Трифонов — уроженец села Золотое, ветеран Великой Отечественной войны, награждён Орденом Красной Звезды, медалью «За отвагу», заслуженный деятель искусств России, художник, скульптор. Создал серию уникальных произведений керамики на основе золотовской красной глины, которые вошли в серийное производство и реализовывались на территории всех республик СССР. Автор многочисленных скульптурных композиций в селе Золотое (мемориалы на центральной площади, в сельском парке, на кладбище, в больнице), автор мемориала в деревне Дубовка, основатель Золотовского краеведческого музея.[19]
- Виктор (Островидов) (в миру Константин Александрович Островидов) — родился в селе Золотое 20 мая 1878 года в семье псаломщика Троицкой церкви Александра Островидова и его супруги Анны, впоследствии епископ Глазовский, викарий Вятской епархии. Погиб в 1934 году в ссылке, в 2000 году Архиерейским Собором Русской Православной Церкви был причислен к лику святых.
- Павел Кальянов — служил учителем земской школы в селе Золотое, член партии эсеров, депутат Государственной думы I созыва от Саратовской губернии, выборжец. По сведениям родственников, похоронен в селе Золотое.
- Николай Горбунов (1925, Золотое) — генерал-майор Советской Армии.
- Василий Степанов — уроженец села Золотое, член-корреспондент АН БССР, советский белорусский философ, доктор философских наук.